# OSG Baden-Baden
OSG Baden-Baden, pełna nazwa Ooser Schachgesellschaft Baden-Baden 1922 e. V. – niemiecki klub szachowy, wielokrotny mistrz kraju.

## Historia

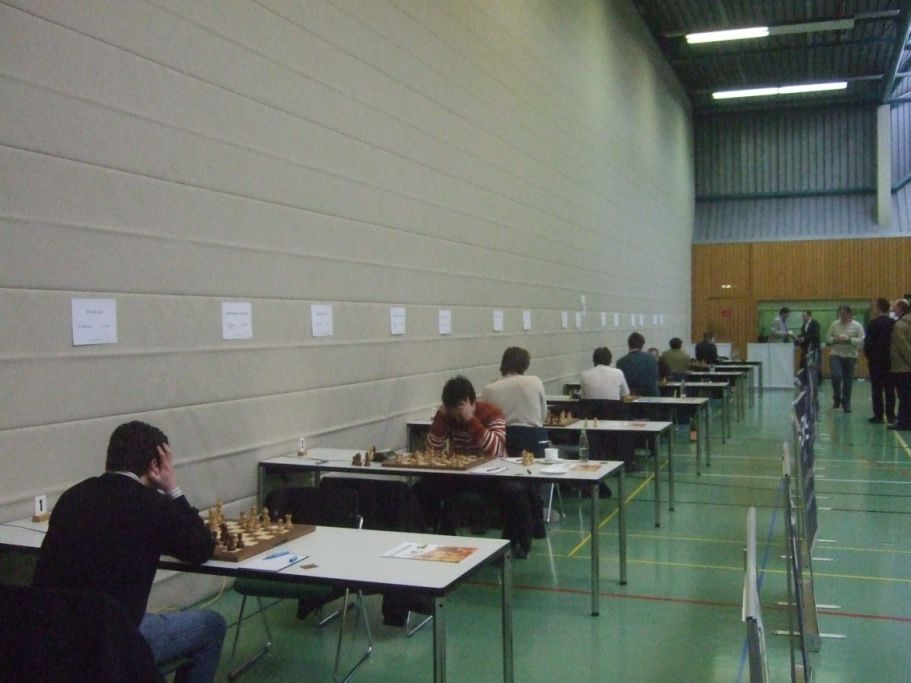
Mecz OSC Baden-Baden – SF Katernberg w 2008

Klub został założony jako Schachclub Baden-Oos w 1930 roku przez grupę szachistów, którzy spotykali się podczas cotygodniowego wieczoru gier w Oos. W 1947 roku klub stał się sekcją piłkarskiego klubu FV Oos. W 1949 roku zarząd francuskiej strefy okupacyjnej przyznał klubowi siedzibę w lokalu „Stern”. W 1954 roku szachiści zdobyli mistrzostwo w Bezirksklasse, w 1958 roku uzyskano awans do Landesligi, a w 1960 po przegranych barażach z Offenburgiem nastąpił spadek do Bereichsklasse. W latach 60. drużyna występowała w Landeslidze i Bereichsklasse. Od 1966 roku zespół występował w Landeslidze. W 1967 roku pozyskano takich szachistów, jak Oskar Wimmer, Robert Moll i Martin Paul, jednak nie miało to znaczącego przełożenia na wyniki. W 1976 roku nastąpiła zmiana lokalu klubowego na „Zur Traube”. W 1979 roku podjęto rozmowy na temat fuzji Schachclub Baden-Oos z Schachgesellschaft Baden-Baden, co miało przyczynić się do powstania silnego klubu szachowego w Baden-Baden. Członkowie SC Baden-Oos sprzeciwili się temu i nie doszło do połączenia klubów. W tym samym roku klub utracił dotychczasowe lokum.
W 1984 roku klub niespodziewanie awansował do Verbandsligi, jednak w sezonie 1984/1985 spadł do Landesligi. W 1989 roku siedzibą klubu stała się katolicka salka parafialna. W tym samym roku zespół spadł do Bereichsklasse, a jego członkiem został były gracz Bundesligi, Ortwin Vohl. W 1990 roku nastąpił powrót do Landesligi. W 1996 roku na jeden sezon klub opuścił Landesligę. W tamtym okresie czołowym szachistą SC był Rodo Kostic.
W 1998 roku nowym zawodnikiem klubu zostali m.in.: GM Ludger Keitlinghaus, IM Michael Schwarz, mistrz Gruzji Rewaz Kakabadze, mistrzyni Niemiec U-19 Jessica Nill oraz Christian Bossert. W efekcie w 1999 roku po raz drugi w historii SC Baden-Oos awansował do Verbandsligi. Następnie członkami klubu zostali m.in. Andreas Schenk, Günter Beikert i Ketino Kachiani-Gersinska. W 2000 roku uzyskano awans do Oberligi. Rok później klub przeniósł się do nowej siedziby przy Schwarzwaldstraße 101. W tym samym roku pierwszy zespół awansował do 2. Bundesligi. W połowie 2001 roku do zespołu przeszli: Piotr Swidler, Robert Hübner, Nino Churcidze, Jekatierina Kowalewska, Jekatierina Borula i Lara Stock.
W 2002 roku klub awansował do Bundesligi. W pierwszym sezonie SC Baden-Oos zajął ósme miejsce w lidze, a w 2004 roku zdobył wicemistrzostwo. W 2006 roku został po raz pierwszy mistrzem Niemiec. 20 czerwca 2008 roku podjęto uchwałę w sprawie połączenia klubu z SG Baden-Baden 1922. W efekcie klub otrzymał nazwę Ooser Schachgesellschaft Baden-Baden 1922 e.V.

## Sukcesy
- Bundesliga: mistrzostwo (2006, 2007, 2008, 2009, 2010, 2011, 2012, 2013, 2014, 2015, 2017, 2018, 2019, 2021, 2022)

## Prezesi

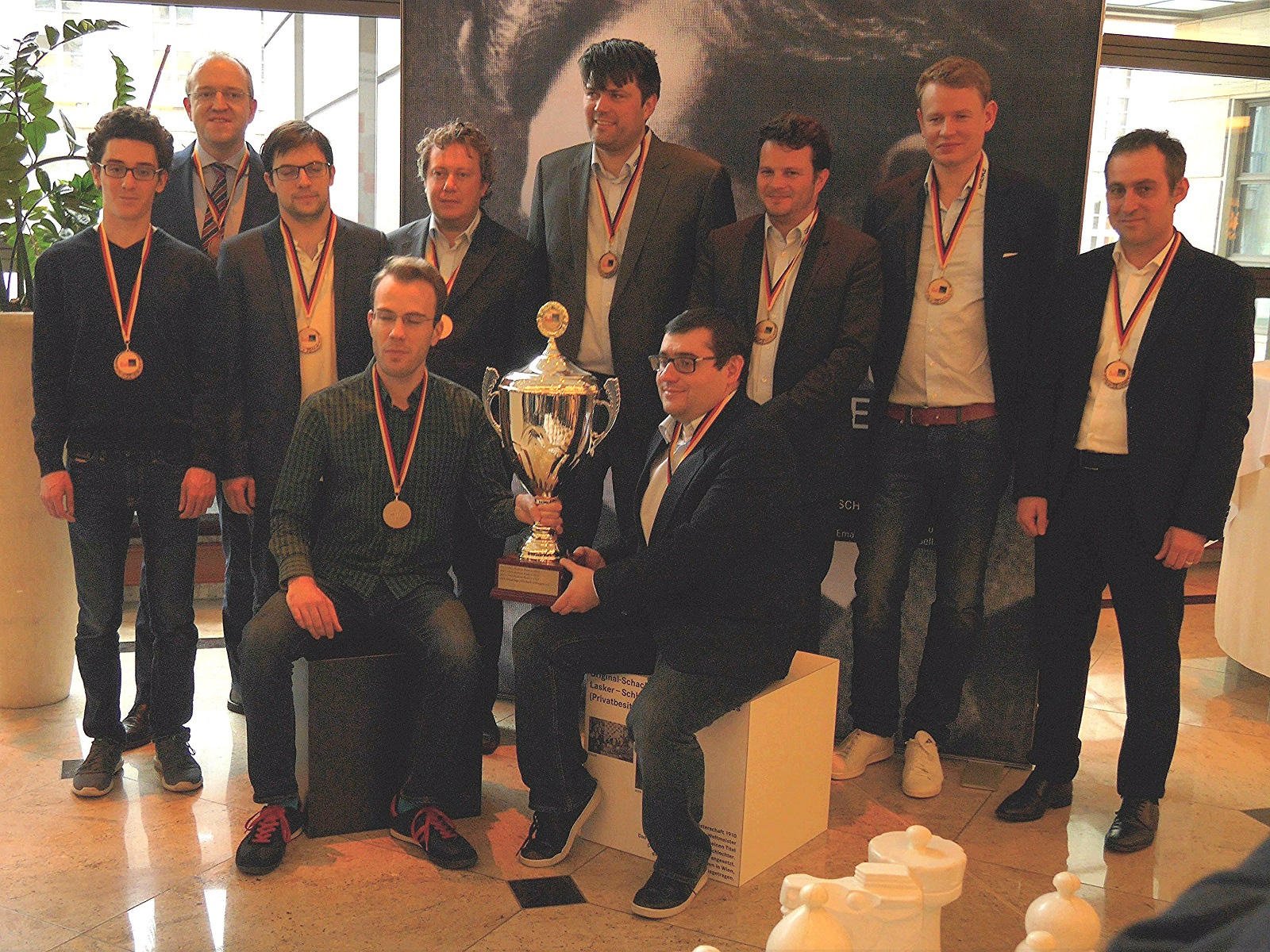
OSG Baden-Baden – mistrz Niemiec 2017

- 1930–1934: Robert Schnell
- 1934–1945: Emil Haury
- 1947–1963: Eduard Gieringer
- 1963–1967: Arthur Lehre
- 1967–1971: Franz Mayer
- 1971–1973: Arthur Lehre
- 1973–1974: Günter Jenner
- 1974–1975: Arthur Lehre
- 1975–1979: Wolfgang Grenke
- 1979–1980: Arthur Lehre
- 1980–1984: Günter Jenner
- 1984–1986: Helmut Zanner
- 1986–2001: Reiner Jung
- 2001–2005: Jürgen Gersinska
- 2005–2010: Helmut Zanner
- 2010–2012: Gerhard Eckarth
- 2012–2016: Jens Thieleke
- od 2016: Patrick Bittner